# Palais de glace Tcherepovets
Le Palais de glace Tcherepovets (en russe : Ледовый дворец) est un complexe omnisports de Tcherepovets en Russie. Sa construction s'est achevée en 2007.
Il accueille notamment l'équipe de hockey sur glace du Severstal Tcherepovets de la Ligue continentale de hockey. La patinoire a une capacité de 6000 spectateurs. Elle a remplacé la Halle sports-concert Almaz.